# Cedric Diggory
Cedric Diggory este un personaj fictiv din cărțile Harry Potter scrise de J. K. Rowling. În ecranizările cărților, rolul lui Cedric Diggory este interpretat de actorul Robert Pattinson.
Cedric este descris ca fiind înalt cu părul șaten, puțin ondulat. Este un elev silitor care se pricepe foarte bine la vrăjile de non-combat.
Prima apariție a lui Cedric este în Harry Potter și Prizonierul din Azkaban la un meci de Vâjthaț pe care Astropufii (Hufflepuff), echipa lui Diggory, au reușit să-l câștige după ce Harry, care reprezenta echipa Cercetașilor (Gryffindor), a fost afectat de un Dementor.
Mai târziu, înaintea începerii școlii, Harry îl întâlnește din nou pe Cedric, de data aceasta însoțit de tatăl său, Amos Diggory, în timp ce pornesc împreună cu Ron, Hermione, Ginny Weasley, Arthur Weasley și gemenii Weasley spre Cupa Mondială de Vâjthaț.
Ei se revăd la școală când Cedric își pune numele în Pocalul de Foc. 
Când Cedric este ales de pocal el, împreună cu Harry, sunt reprezentanți ai școlii Hogwarts în Turnirul celor Trei Vrăjitori. El și Harry se ajută reciproc pe parcursul probelor. De asemenea, Cedric a participat, alături de Cho Chang, la Balul de Crăciun, organizat odată la patru ani.
În cea de-a treia probă, Cedric și Harry rămân singuri în labirint, după ce adversarii lor, Fleur Delacour de la școala Beauxbatons și Viktor Krum de la școala Durmstrang sunt descalificati. Harry și Cedric puși în fața țintei lor din labirint, Cupa TriWizard, decid să o ia amândoi deodată. Cei doi descoperă astfel că acea Cupă era de fapt un portal (prevăzut inițial să-i aducă înapoi la Albus Dumbledore, dar Cupa fusese între timp vrăjită) și i-a dus pe cei doi în cimitirul familiei Cruplud (familia lui Voldemort).
Voldemort secat de fizicul și de puterile lui îi poruncește lui Șobo (Peter Pettigrew) să-l omoare pe Cedric. Prin intermediul incantației Avada Kedavra Peter îl omoară pe Cedric, acesta nereușind să riposteze. Peste câteva minute când Voldemort era reînviat bagheta lui și a lui Harry s-au conectat formând un Priori Incantetum iar spectrul lui Cedric, ieșit din acel Priori, îi spune lui Harry să-i ducă trupul înapoi, la tatăl lui. Harry a reușit să se întoarcă la start cu corpul neînsuflețit al lui Cedric, iar Amos Diggory, văzând-ul pe acesta, jelește deasupra fiului său.
În final Dumbledore le dezvăluie elevilor adevăratul motiv al morții lui Cedric... a fost un tânăr sincer și onest... dacă nu v-aș spune motivul morții sale i-aș insulta amintirea... A fost ucis de Voldemort... spune Dumbledore.